# Lijst van wereldkampioenen wintertriatlon
Dit is een lijst van wereldkampioenen wintertriatlon.

## Mannen
2006: Sjusjoen, Noorwegen
1. Benjamin Sonntag  GER 1:34:11
2. Alf Roger Holme  NOR 1:34:42
3. Arne Post  NOR 1:35:04

2005: Strebske Pleso, Slowakije
1. Sigi Bauer  AUT 1:13:23
2. Stefan Frank  GER 1:13:33
3. Thomas Schrenk  GER 1:13:36

2004: Wildhaus, Zwitserland
1. Sigi Bauer  AUT 1:10:21
2. Othmar Brügger  SUI 1:10:57
3. Petter Jorgenson  NOR 1:11:22

2003: Oberstaufen, Duitsland
1. Benjamin Sonntag  GER 1:21:12
2. Christoph Mauch  SUI 1:22:56
3. Falk Göpfert  GER 1:23:18

2002: Brusson, Italië
1. Marc Ruhe  LIE 1:29:44
2. Christoph Mauch  SUI 1:30:09
3. Benjamin Sonntag  GER 1:31:37

2001: Lenzerheide, Zwitserland
1. Zibi Slufzick  GER 1:29:16
2. Martin Lang  GER 1:30:59
3. Christoph Mauch  SUI 1:31:30

2000: Jaca, Spanje
1. Nicolas Lebrun  FRA 2:15:58
2. Christoph Mauch  SUI 2:19:15
3. Juan Apiluello  ESP: 1:16:38

1999: Bardonecchia, Italië
1. Nicolas Lebrun  FRA 1:40:27
2. Paolo Riva  ITA 1:40:48
3. Zibi Slufcik  POL 1:44:55

1998: Les Menuires, Frankrijk
1. Paolo Riva  ITA 1:48:25
2. Philippe Lie  FRA 1:50:44
3. Othmar Brügger  SUI 1:51:17

1997: Mals, Italië
1. Paolo Riva  ITA 1:41:07
2. Matthias Holzner  GER 1:43:28
3. Jörgen Elden  NOR 1:44:26

## Vrouwen
2006: Sjusjoen, Noorwegen
1. Sigrid Lang  GER 1:41:23
2. Eva Nystrom  SWE 1:46:13
3. Gabi Pauli  GER 1:46:13

2005: Strebske Pleso, Slowakije
1. Sigrid Lang  GER 1:18:50
2. Marianne Vlasveld  NED 1:19:34
3. Maria Kalnes  NOR 1:20:04

2004: Wildhaus, Zwitserland
1. Sigrid Lang  GER 1:18:11
2. Marianne Vlasveld  NED 1:19:07
3. Gabi Pauli  GER 1:21:16

2003: Oberstaufen, Duitsland
1. Marianne Vlasveld  NED 1:32:36
2. Sigrid Lang  GER 1:33:35
3. Jutta Schubert  GER 1:35:08

2002: Brusson, Italië
1. Marianne Vlasveld  NED 1:45:04
2. Sigrid Lang  GER 1:47:49
3. Gabi Pauli  GER 1:50:15

2001: Lenzerheide, Zwitserland
1. Sigrid Lang  GER 1:43:30
2. Karin Möbes  SUI 1:43:54
3. Marianne Vlasveld  NED 1:46:51

2000: Jaca, Spanje
1. Karin Möbes  SUI 2:46:07
2. Gabi Pauli  GER 2:47:06
3. Sigrid Lang  GER 2:49:22

1999: Bardonecchia, Italië
1. Maria Canins  ITA 2:01:07
2. Karin Möbes  SUI 2:03:33
3. Marianne Vlasveld  NED 2:05:57

1998: Les Menuires, Frankrijk
1. Karin Möbes  SUI 2:08:09
2. Sigrid Lang  GER 2:13:59
3. Lucia Bianchetti  ITA 2:17:29

1997: Mals, Italië
1. Maria Canins  ITA 2:01:13
2. Karin Möbes  SUI 2:02:41
3. Katinka Wiltenburg  NED 2:04:32

## Bron
- Website triathlonweb